# (1021) Flammario
(1021) Flammario ist ein Asteroid des Hauptgürtels, der am 11. März 1924 vom Astronomen Max Wolf entdeckt wurde.
Der Name ist abgeleitet von Camille Flammarion, einem französischen Astronomen und Autor des 19. bis frühen 20. Jahrhunderts.
Die Umlaufbahn hat eine Große Halbachse von 2,7375 Astronomische Einheiten und eine Bahnexzentrizität von 0,2864. Damit bewegt er sich in einem Abstand von 1,9534 (Perihel) bis 3,5216 (Aphel) astronomischen Einheiten in 4,529 a um die Sonne. Die Bahn ist 15,821° gegen die Ekliptik geneigt.
Der Asteroid hat einen mittleren Durchmesser von 100,765 (±1,608) km und eine Albedo von 0,0458. In ca. 12,160 h rotiert er um die eigene Achse.